# Denis Lisnard
Pour les articles homonymes, voir Lisnard.
Denis Lisnard, né le 3 octobre 1944 à Cannes et mort le 19 mars 2024 dans la même ville, est un footballeur français jouant en tant que défenseur.

## Biographie
Denis Lisnard est formé à l’AS Cannes où il remporte deux fois le tournoi international juniors de Cannes avant de découvrir la Division 2 en prenant part à son premier professionnel lors de la saison 1962-1963. Il joue dix matchs de championnat la saison suivante avant de rejoindre le RC Fran-Comtois en 1965. Il y passe trois saisons et prend part à soixante-dix-sept matchs avant de signer au Limoges FC en D2 également. Il ne connaitra que la deuxième division française puisqu'après deux saisons, il rejoint le FC Bourges pour y terminer sa carrière.
Au total, il passe onze saisons en Division 2 et joue 238 matchs dans la compétition.
Après sa carrière footballistique, il devient commerçant et gère trois boutiques dédiées à la puériculture à Limoges.
Il décède le 19 mars 2024, à la suite d'une longue maladie.

## Vie privé
Il est le père de l'homme politique David Lisnard.